# Gümbet
Gümbet is een drukke badplaats in Turkije die op ongeveer 3 kilometer afstand van de bekende vakantiestad Bodrum ligt.
Al is Gümbet wat kleiner dan Bodrum, het is zeker niet minder druk. In de afgelopen jaren zijn de beide plaatsen in feite aan elkaar vastgegroeid. Gümbet heeft een strand dat bestaat uit zand en fijn grind, en een centrum vol winkels en uitgaansgelegenheden. Zo zijn er rond de smalle hoofdstraat (genaamd Bar Street) meerdere Engelse, Duitse en ook Nederlandse kroegen en discotheken te vinden. Gümbet wordt in de regio gezien als het eigenlijke uitgaanscentrum van de grotere stad Bodrum, al heeft het zichzelf inmiddels bewezen als succesvolle opzichzelfstaande vakantiebestemming.